# Gyrus frontal inférieur
Le gyrus frontal inférieur F3 est un gyrus du lobe frontal du cortex cérébral, situé au-dessous du sillon frontal inférieur. Il est presque entièrement situé sur la face latérale, et n'a qu'un grêle segment sur la face inférieure.

## Description
Ce gyrus présente un aspect trifolié, chaque foliole du trèfle correspondant à une sous-division gyrale :
- la pars opercularis ou partie operculaire (fig. 3), correspondant grosso modo à l'aire 44 de Brodmann
- la pars triangularis ou partie triangulaire, correspondant globalement à l'aire 45 de Brodmann
- la pars orbitaris ou partie orbitaire, correspondant à l'aire 47 de Brodmann.

La partie operculaire est la région la plus postérieure de ce gyrus, située en avant de l'opercule central (carrefour reliant les gyrus pré- et postcentraux), limitée en avant par la rameau vertical de Sylvius et en haut par le sillon frontal inférieur. La partie triangulaire forme plus ou moins nettement un triangle, dont le côté postérieur est le rameau vertical de Sylvius, le côté supérieur le sillon frontal inférieur, et le côté antérieur le rameau horizontal de Sylvius. Cette région correspond habituellement avec l'aire 45 de Brodmann bien que cette séparation macroscopique ne soit pas forcément corrélée avec la cytoarchitecture.
La partie orbitaire est limitée au-dessus par le rameau horizontal de Sylvius et sur la face inférieure par un segment du sillon orbitaire. Cette partie orbitaire correspond à l'aire 47 de Brodmann.

## Aire de Broca
Dans l'hémisphère gauche, ce gyrus qui joue un rôle essentiel dans la production et la compréhension du langage, est appelée aire de Broca. Il est impliqué dans la mémoire de travail verbal et de sélection des mots. Des lésions de la pars triangularis et de la pars opercularis (de l'hémisphère gauche) et de régions voisines (comme l'insula ou les capsules externes et internes et des ganglions de la base) sont associées à une aphasie dite de Broca. Celle-ci se caractérise par une réduction du langage, une expression orale lente et malaisée, une difficulté pour articuler correctement les mots. L'arrivée des techniques d'imagerie cérébrale à la fin du XXe siècle a permis l'étude des bases neurales du langage chez les sujets sains, avec une précision anatomique beaucoup plus grande que celle offerte par l'observation des effets des lésions accidentelles. Elle a aussi rendu possible une étude fine des processus de traitement de l'information textuelle ou phonétique grâce à des protocoles expérimentaux très variés.
Des études concernant la génération d'un verbe à partir d'un nom présenté ont montré que la région frontale inférieure était impliquée dans la sélection d'une réponse verbale lorsque plusieurs réponses sont possibles.
Au niveau de la compréhension des phrases, l'aire de Broca permet de mémoriser temporairement la structure de la phrase en cours d'analyse, ce qui est indispensable au traitement des phrases longues et complexes.
Cette aire n'est plus actuellement considérée comme une aire de production motrice langagière comme l'aphasiologie classique l'avait laissé penser.
Pour Etard et Tzourio-Mazoyer, elle est plutôt considérée comme une des composantes de la mémoire de travail verbale, avec deux sous-unités fonctionnelles : l'une postérieure, traitant des informations de type phonologique, l'autre antérieure, traitant des informations de type sémantique. Cette région jouerait donc un rôle de sélection et de contrôle exécutif pour le langage.